# Вонґсти
Вонґсти (пол. Wągsty, нім. Wangst) — село в Польщі, у гміні Кольно Ольштинського повіту Вармінсько-Мазурського воєводства.
Населення — 101 особа (2011).
У 1975-1998 роках село належало до Ольштинського воєводства.

## Демографія
Демографічна структура станом на 31 березня 2011 року:
|          | Загалом | Допрацездатний вік | Працездатний вік | Постпрацездатний вік |
| -------- | ------- | ------------------ | ---------------- | -------------------- |
| Чоловіки | 49      | 8                  | 35               | 6                    |
| Жінки    | 52      | 9                  | 32               | 11                   |
| Разом    | 101     | 17                 | 67               | 17                   |